# Kristie-Anne Ryder
Kristie-Anne Ryder (ur. 9 marca 1990) – australijska judoczka. Olimpijka z Pekinu 2008, gdzie zajęła piętnaste miejsce w wadze półlekkiej.
Startowała w Pucharze Świata w 2008 i 2009. Mistrzyni Oceanii w 2008. Wicemistrzyni Australii w 2008 i 2018 roku.

## Letnie Igrzyska Olimpijskie 2008
| Konkurencja | Eliminacje          | Klas. końcowa |
| Konkurencja | Przeciwnik I        | Miejsce       |
| ----------- | ------------------- | ------------- |
| 52 kg       | Ilse Heylen (BEL) P | 15.           |